# Sierra del Alto de Almagro
Sierra del Alto de Almagro este o arie protejată (arie specială de conservare — SAC, sit de importanță comunitară — SCI) din Spania întinsă pe o suprafață de 6.357,45 ha, integral pe uscat.

## Localizare
Centrul sitului Sierra del Alto de Almagro este situat la coordonatele 37°21′31″N 1°51′09″W / 37.3586°N 1.8524°V.

## Înființare
Situl Sierra del Alto de Almagro a fost declarat sit de importanță comunitară în aprilie 1999 pentru a proteja 18 specii de animale. Situl a fost protejat și ca arie specială de conservare în martie 2015.

## Biodiversitate
Situată în ecoregiunea mediteraneană, aria protejată conține 13 habitate naturale: Pante stâncoase calcaroase cu vegetație casmofită, Pseudostepă cu ierburi și specii anuale de Thero-Brachypodietea, Izvoare petrifiante cu formare de travertin (Cratoneurion), Tufărișuri termo-mediteraneene și de pre-deșert, Păduri de pin mediteraneene cu pini mezogeni endemici, Salicornia și alte specii anuale care populează regiunile mlăștinoase și nisipoase, Tufărișuri halo-nitrofile (Pegano-Salsoletea), Galerii și tufărișuri riverane sudice (Nerio-Tamaricetea și Securinegion tinctoriae), Râuri mediteraneene cu debit permanent și vegetație de Glaucium flavum, Matorral arborescenți cu Zyziphus, Stepe sărăturate mediteraneene (Limonietalia), Vegetație gipsofilă iberică (Gypsophiletalia), Tufărișuri halofile mediteraneene și termo-atlantice (Sarcocornetea fruticosi).
La baza desemnării sitului se află mai multe specii protejate:
- păsări (13): acvilă de munte (Aquila chrysaetos), Aquila fasciata, buha (Bubo bubo), Bucanetes githagineus, pasărea ogorului (Burhinus oedicnemus), ciocârlie-cu-degete-scurte (Calandrella brachydactyla), șerpar (Circaetus gallicus), dumbrăveancă (Coracias garrulus), șoim călător (Falco peregrinus), Galerida theklae, Oenanthe leucura, Pyrrhocorax pyrrhocorax, silvie de tufiș (Sylvia undata)
- mamifere (4): liliac cu aripi lungi (Miniopterus schreibersii), liliac cu picioare lungi (Myotis capaccinii), liliacul mediteranean cu potcoavă (Rhinolophus euryale), liliacul mare cu potcoavă (Rhinolophus ferrumequinum)
- reptile (1): Testudo graeca

Pe lângă speciile protejate, pe teritoriul sitului au mai fost identificate 10 specii de plante, 1 specie de nevertebrate.